# Schrecken der Karibik – Die Schatzinsel
Schrecken der Karibik – Die Schatzinsel ist ein US-amerikanischer Abenteuerfilm aus dem Jahr 1999, der auf dem Roman Die Schatzinsel von Robert Louis Stevenson basiert, das Ende der Geschichte jedoch stark verändert. Regisseur war Peter Rowe.

## Handlung
Zu Beginn sieht man eine Gruppe Piraten unter der Führung von Captain Flint, die einen Schatz auf einer Insel begraben. Der Pirat Billy Bones ist sauer, da er nicht bei der Begrabung dabei sein durfte und nicht weiß, wo der Schatz begraben liegt. Einige Jahre später strandet Bones in England, wo er eine Gastwirtschaft besucht, hier lebt der Junge Jim Hawkins gemeinsam mit seiner schwerkranken Großmutter. Als Billy Bones nach einem Schlaganfall im Sterben liegt übergibt er Jim seine wichtigsten Gegenstände, darunter auch die Schatzkarte, hinter der viele Piraten her sind, einige von ihnen stürmen die Gastwirtschaft um die Karte zu bekommen, es kommt zu einer Schießerei, Jim kann entkommen und die Piraten fliehen.
Jim und der Arzt Dr. Livesey reiten zu Squire Trelawney und beschließen den Schatz zu suchen und ihn unter sich aufzuteilen. Einige Tage später lief die Hispaniola unter Captain Smollett und einer Gruppe von Piraten aus, Anführer der Piraten ist Long John Silver. An Bord hört Jim zufällig ein Gespräch zwischen einer Gruppe von Piraten mit, sie planen eine Meuterei an Bord um den Schatz für sich alleine zu haben, Jim erzählt dies seinen Leuten, die planen, alle Piraten zu bestrafen und einzusperren. Während das Schiff auf eine Insel zufährt, geht Jim mit einigen Piraten an Land, um die Gegend zu erkunden. Der Pirat George Merry bedroht Jim mit einem Schwert, da er der Meinung ist, Jim wisse, wo der Schatz vergraben ist, doch Jim kann fliehen, dabei trifft er auf Ben Gunn, einen ehemaligen Piraten, der seit drei Jahren auf der Insel festsitzt.
Währenddessen beginnt an Bord die Meuterei, die Männer um Captain Smollett, Dr. Livesey und Squire Trelawny können mit einem Boot entkommen, auf der Insel lassen sie sich hinter einem alten Palisadenzaun nieder, die Piraten haben das Schiff übernommen. Die Piraten, die überlebt hatten, gehen ebenfalls von Bord und streichen über die Insel, Jim ist der Annahme, seine Leute seien auf dem Schiff gefangen genommen. Als Jim zurück auf die Hispaniola geht, entgeht er nur knapp dem Tod, da ein Pirat die Meuterei überlebt hatte.
Jim und Ben werden von den Piraten gefangen genommen und freunden sich mit Long John Silver an, der aus Jim einen echten Piraten machen möchte, John Hunter sieht in Jim jedoch eine Geisel. Am nächsten Tag möchten die Piraten mit Captain Smollett verhandeln, sie würden Jim zurückgeben, wenn sie die Karte bekämen, Smollett lehnte zunächst ab, doch später ist er doch damit einverstanden, allerdings möchte Jim nicht mehr zurück und gehört nun den Piraten an. Als die Piraten den Schatz suchen, schleichen die Männer von Smollett ihnen hinterher, doch die Piraten erwartet eine böse Überraschung, der Schatz wurde bereits ausgegraben, während die Piraten wild graben kommt es zur Schießerei zwischen den Männern von Smollett und den Piraten. Alle sterben bis auf Jim, Ben und John Silver, es stellt sich heraus, dass Ben den Schatz gefunden und versteckt hat, er führt Jim und John Silver zu dem Ort, sie laden den Schatz auf das Schiff und Segeln Richtung Panama.

## Kritik
Das Lexikon des internationalen Films urteilte, der Film sei ein „unterproduzierte[r] Jugendfilm, der sich ein wenig den Anstrich einer Tourismuswerbung für die britische Isle of Man“ gebe.